# 60-те командування особливого призначення
LX-е (60-те) головне командування особливого призначення (нім. Höheres-Kommando z.b.V. LX) — спеціальне головне командування особливого призначення Сухопутних військ Вермахту за часів Другої світової війни. 15 травня 1942 перетворене на 84-й армійський корпус.

## Історія
LX-е головне командування особливого призначення було сформоване 15 жовтня 1940 у Празі на території військового округу Богемії і Моравії.

## Райони бойових дій
- Протекторат Богемії та Моравії (жовтень — листопад 1940);
- Франція (листопад 1940 — травень 1942).

## Командування

### Командири
- генерал кінноти Рудольф Кох-Ерпах (нім. Rudolf Koch-Erpach) (15 жовтня 1940 — 1 березня 1941);
- генерал від інфантерії Макс фон Фібан (нім. Max von Viebahn) (1 березня — 15 грудня 1941);
- генерал артилерії Ганс Белендорфф (нім. Hans Behlendorff) (15 грудня 1941 — 15 травня 1942).

## Бойовий склад 60-го командування особливого призначення
Формування управління, забезпечення та підтримки
- 460-та батальйон зв'язку (Korps Nachrichten-Abteilung 460);
- 460-те управління корпусного постачання (Korps-Nachschubtruppen 460);

- 5-та піхотна дивізія (5. Infanterie-Division);
- 73-тя піхотна дивізія (73. Infanterie-Division);
- 215-та піхотна дивізія (215. Infanterie-Division).

- 5-та піхотна дивізія;
- 167-ма піхотна дивізія (167. Infanterie-Division);
- 169-та піхотна дивізія (169. Infanterie-Division);
- Дивізія Лейбштандарте-СС «Адольф Гітлер» (Leibstandarte SS Adolf Hitler).

- 216-та піхотна дивізія (216. Infanterie-Division);
- 319-та піхотна дивізія (319. Infanterie-Division);
- 323-тя піхотна дивізія (323. Infanterie-Division).

- 83-тя піхотна дивізія (83. Infanterie-Division).
- 216-та піхотна дивізія;
- 319-та піхотна дивізія;
- 323-тя піхотна дивізія;
- 716-та піхотна дивізія (716. Infanterie-Division).

- 319-та піхотна дивізія;
- 320-та піхотна дивізія (320. Infanterie-Division).
- 323-тя піхотна дивізія;
- 711-та піхотна дивізія (711. Infanterie-Division).

- 319-та піхотна дивізія;
- 320-та піхотна дивізія;
- 716-та піхотна дивізія.